# Pierre Campana
Pierre Campana (ur. 1 maja 1985 w Bastii) – francuski kierowca rajdowy. Od 2007 roku jeździ w mistrzostwach świata. Od 2012 roku jest członkiem Mini WRC Team.

## Życiorys
Swoją karierę w sportach motorowych Campana rozpoczął w 2004 roku. Wtedy też zaliczył swój debiut w rajdach, a jego debiutanckim rajdem był Rajd Corte Centre Corse. W 2006 roku zaczął startować w mistrzostwach Francji. W październiku 2007 roku zadebiutował w mistrzostwach świata. Pilotowany przez Antoine’a Simonpieriego i jadący Citroënem C2 R2 nie ukończył wówczas Rajdu Korsyki na skutek awarii. W 2008 roku ponownie pojechał w Rajdzie Korsyki i zajął w nim 3. miejsce w Junior WRC.
W 2010 roku Campana wziął udział w rajdach Intercontinental Rally Challenge, jednak nie zdobył punktów. Pojechał również w kilku eliminacjach mistrzostw Włoch.
W 2011 roku Campana zdobył 16 punktów w Intercontinental Rally Challenge za zajęcie 4. pozycji w Rajdzie Korsyki i 8. pozycji w Rajdzie San Remo. Pojechał także w dwóch rajdach mistrzostw świata samochodem Mini John Cooper Works WRC: Rajdzie Niemiec i Rajdzie Francji. W tym drugim zajął 9. miejsce w klasyfikacji generalnej i zdobył swoje pierwsze 2 punkty w mistrzostwach świata w karierze.
W 2012 roku Campana podpisał kontrakt z fabrycznym zespołem Mini WRC Team.

## Występy w rajdach WRC
| Sezon | Zespół           | Samochód                   | 1       | 2       | 3          | 4          | 5          | 6         | 7             | 8         | 9         | 10              | 11            | 12        | 13              | 14      | 15              | 16              | Punkty | Miejsce |
| ----- | ---------------- | -------------------------- | ------- | ------- | ---------- | ---------- | ---------- | --------- | ------------- | --------- | --------- | --------------- | ------------- | --------- | --------------- | ------- | --------------- | --------------- | ------ | ------- |
| 2007  | Pierre Campana   | Citroën C2 R2              | Monako  | Szwecja | Norwegia   | Meksyk     | Portugalia | Argentyna | Włochy        | Grecja    | Finlandia | Niemcy          | Nowa Zelandia | Hiszpania | NU              | Japonia | Irlandia        | Wielka Brytania | 0      | -       |
| 2008  | Pierre Campana   | Renault Clio R3            | Monako  | Szwecja | Meksyk     | Argentyna  | Jordania   | Włochy    | Grecja        | Turcja    | Finlandia | Niemcy          | Nowa Zelandia | Hiszpania | 21              | Japonia | Wielka Brytania |                 | 0      | -       |
| 2011  | Equipe de France | Mini John Cooper Works WRC | Szwecja | Meksyk  | Portugalia | Jordania   | Włochy     | Argentyna | Grecja        | Finlandia | 18        | Australia       | 9             | NS        | Wielka Brytania |         |                 |                 | 2      | 27.     |
| 2012  | Mini WRC Team    | Mini John Cooper Works WRC | 7       | Szwecja | Meksyk     | Portugalia | Argentyna  | Grecja    | Nowa Zelandia | Finlandia | Niemcy    | Wielka Brytania | Francja       | Włochy    | Hiszpania       |         |                 |                 | 6      | 21.     |

## Występy w JWRC
| Sezon | Zespół         | Samochód        | 1   | 2   | 3   | 4   | 5   | 6   | 7     | 8 | 9 | Punkty | Miejsce |
| ----- | -------------- | --------------- | --- | --- | --- | --- | --- | --- | ----- | - | - | ------ | ------- |
| 2008  | Pierre Campana | Renault Clio R3 | MEX | JOR | ITA | FIN | DEU | ESP | FRA 3 |   |   | 6      | 14.     |

## Występy w rajdach IRC
| Sezon | Zespół                         | Samochód                          | 1      | 2   | 3     | 4   | 5   | 6      | 7   | 8   | 9      | 10  | 11  | 12  | 13 | Punkty | Miejsce |
| ----- | ------------------------------ | --------------------------------- | ------ | --- | ----- | --- | --- | ------ | --- | --- | ------ | --- | --- | --- | -- | ------ | ------- |
| 2010  | Pierre Campana                 | Renault Clio R3                   | MON 12 | KUR | ARG   | KAN | SAR | YPR 12 | AZO | MAD | BAR NU | SAN | SZK | CYP |    | 0      | -       |
| 2011  | Pierre Campana Munaretto Sport | Renault Clio R3 Peugeot 207 S2000 | MON 14 | KAN | KOR 4 | JAŁ | YPR | AZO    | BAR | MEC | SAN 8  | SZK | CYP |     |    | 16     | 12.     |